# 카미니토 델 레이

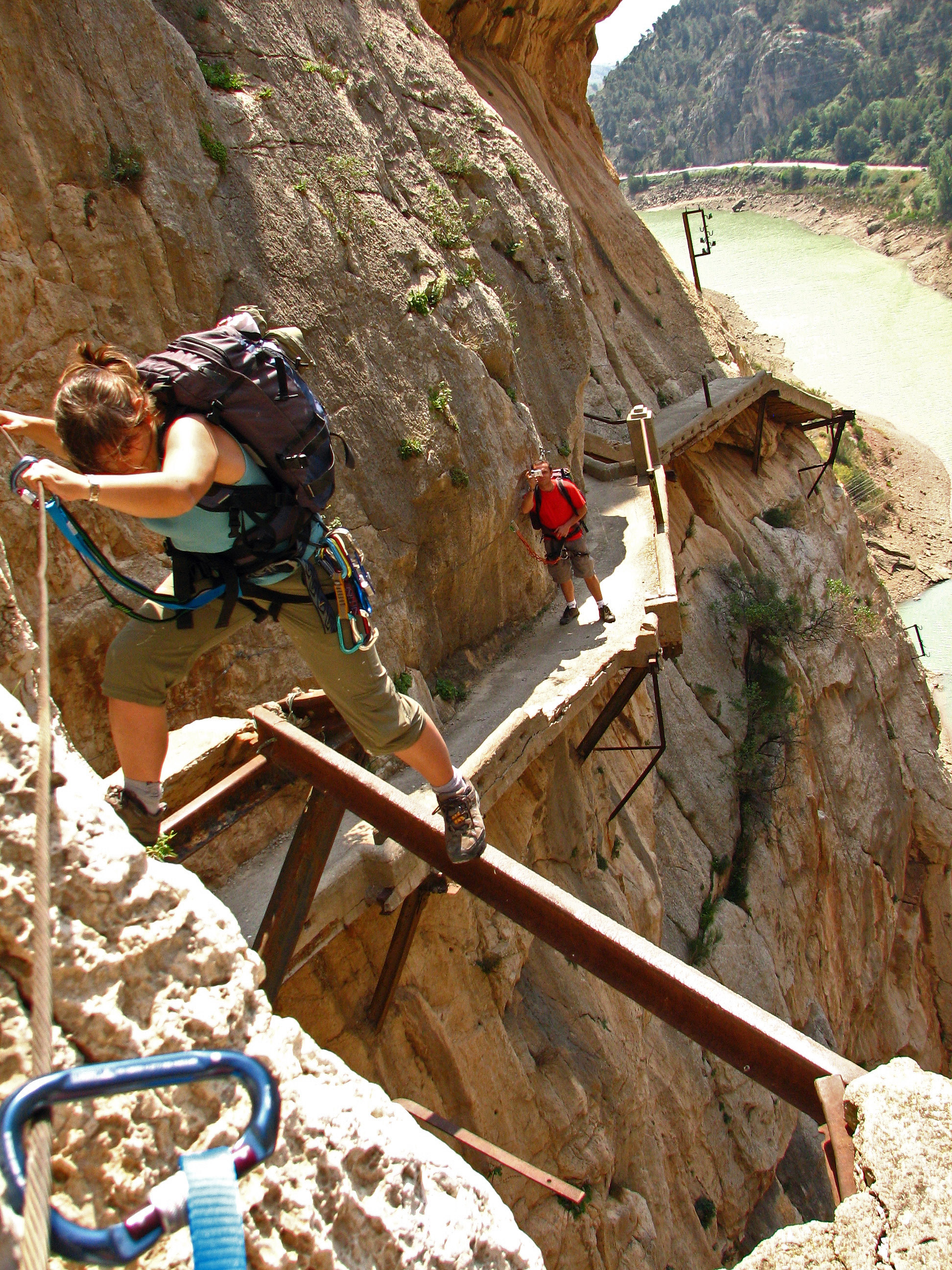
카미니토 델 레이

카미니토 델 레이(스페인어: Caminito del Rey→왕의 길)는 스페인 안달루시아 지방 말라가 주 알로라 근교의 구아달오르세 강을 따라 화강암 협곡에 있는 고도이다. 암벽 등반의 명소로, 엘 초로 (El Chorro)의 절벽에 만들어져 있기 때문에 등반 목적의 관광객이 자주 방문한다. 사망자가 많음에 따라 2011년에 출입이 금지되었다가, 2014년 9월 다시 오픈하였다. 다른 의미로는 왕의 오솔길이라고도 한다.

## 미디어
- KBS 1TV : 《걸어서 세계속으로》

## 같이 보기
- 화산 (중국)